# The Oral Cigarettes
The Oral Cigarettes (ジ・オーラル・シガレッツ), estilizado como THE ORAL CIGARETTES, es una banda japonesa de rock alternativo de cuatro miembros de la prefectura de Nara formada en julio de 2010. La banda firmó con A-Sketch en 2012 y actualmente ha lanzado dos álbumes independientes, tres álbumes de estudio, una obra extendida, ocho álbumes individuales y un álbum de demostración. Son más conocidos por interpretar la canción principal de apertura del anime Noragami Aragoto, "Kyōran Hey Kids !!" (狂乱 Hey Kids!!).

## Miembros de la banda

#### Miembros actuales
- Takuya Yamanaka (山中 拓也) — vocalista guitarra (2010–presente)
- Akira Akirakani (あきらかにあきら) — bajo, coros (2010–presente)
- Shigenobu Suzuki (鈴木 重伸) — guitarra (2010–presente)
- Masaya Nakanishi (中西 雅哉) — batería (2012–presente)

#### Miembros anteriores
- Take — batería (2010–2012)

## Discografía

### Álbumes de estudio
| Título           | Detalles del Álbum | Posiciones máximas del gráfico |     |
| Título           | Detalles del Álbum | JPN                            | JPN |
| Título           | Detalles del Álbum | Álbum                          |     |
| ---------------- | --- | ------------------------------ | --- |
| The BKW Show!!   | - Publicado: 12 de noviembre de 2014 - Discográfica: A-Sketch - Formatos: CD, descarga digital Ver listaListado de pistas 1. Hate (嫌い?) 2. Monster Effect (モンスターエフェクト?) 3. Halloween no Yoin (ハロウィンの余韻?) 4. STARGET 5. Jidou Hanbaiki no Otoko (自動販売機の男?) 6. Boku wa Yume o Miru (僕は夢を見る?) 7. Remake Sense (リメイクセンス?) 8. Kishi Kaisei STORY (起死回生STORY?) 9. Dai Mao Sanjou (大魔王参上?) 10. Toumeina Amayadori (透明な雨宿り?) | 20                             |     |
| Fixion           | - Publicado: 5 de enero de 2016 - Discográfica: A-Sketch - Formatos: CD, descarga digital Ver listaListado de pistas 1. Kizuke Yo Baby (気づけよBaby?) 2. Kyouran Hey Kids!! (狂乱 Hey Kids!!?) 3. Mirror 4. Stay One 5. Amy (エイミー?) 6. Manner Mode (マナーモード?) 7. Toorisugita Kisetsu No Sora de (通り過ぎた季節の空で?) 8. Kantan na Koto (カンタンナコト?) 9. A-E-U-I 10. Everything                                                                             | 6                              |     |
| Unofficial       | - Publicado: 2 de febrero de 2017 - Discográfica: A-Sketch - Formatos: CD, descarga digital Ver listaListado de pistas 1. Licorice (リコリス?) 2. Catch Me 3. Itazura Show Time (悪戯ショータイム?) 4. 5150 5. WARWARWAR 6. End Roll (エンドロール?) 7. DIP-BAP 8. Shala La 9. Futoumei Na Yukigesyou (不透明な雪化粧?) 10. Love | 3                              |     |
| Kisses and Kills | - Publicado: 13 de junio de 2018 - Discográfica: A-Sketch - Formatos: CD, descarga digital Ver listaListado de pistas 1. Mou ii Kai? (もういいかい??) 2. Black Memory 3. Psychopath 4. Ladies And Gentlemen 5. What You Want 6. Tonari Au (トナリアウ?) 7. Livelock Art (リブロックアート?) 8. Youshi Tanrei Na Uso (容姿端麗な嘘?) 9. One's Again 10. Rel | 1                              |     |
| Suck My World    | - Publicado: 29 de abril de 2020 - Discográfica: A-Sketch - Formatos: CD, descarga digital | 1                              |     |

### Álbumes independientes
| Título                                          | Detalles de álbum |
| ----------------------------------------------- | --- |
| Tsuki ni Hoete, Aware... (月に吠えて、哀・・・) | - Publicado: 12 de marzo de 2011 Listado de pistas 1. Makuake (幕開け?) 2. Seikimatsu Shounen (世紀末少年?) 3. Shouakuma Infection (小悪魔インフェクション?) 4. Boku wa Yume wo Miru (僕は夢を見る?) 5. Kujuu no Sentaku (九十の選択?) 6. Kaze no Oto (カゼノオト?) 7. Yofuke Kanade (夜更け奏で?) 8. Tsuki ni Hoete, Aware (月の吠えて、哀・・・?) |
| Shingetsu to Ohitsujiza (新月と牡羊座)          | - Publicado: 12 de febrero de 2012 Listado de pistas 1. Sakaurami Kouzo (逆恨み小僧?) 2. Mist... 3. Odori Kuruu Ningyou (踊り狂う人形?) 4. Toaru Machi de Mikaketa Shoujo (とある街で見かけた少女?) 5. Ohitsujiza no Kanade (牡羊座の奏で?) 6. g no Hikki (gの筆記?) 7. Daimaou Sanjou (大魔王参上?) 8. Amy (エイミー?)                             |

### Álbumes recopilatorios
| Título               | Detalles del Álbum                                                                          | Posiciones máximas del gráfico |     |
| Título               | Detalles del Álbum                                                                          | JPN                            | JPN |
| Título               | Detalles del Álbum                                                                          | Álbum                          |     |
| -------------------- | ------------------------------------------------------------------------------------------- | ------------------------------ | --- |
| Before It's Too Late | - Publicado: 28 de agosto de 2019 - Discográfica: A-Sketch - Formatos: CD, descarga digital | 5                              |     |

### Obra extendida
| Título                                                                                    | Detalles de álbum | Posiciones de gráfico de la cumbre |     |
| Título                                                                                    | Detalles de álbum | JPN                                | JPN |
| Título                                                                                    | Detalles de álbum | Álbum                              |     |
| ----------------------------------------------------------------------------------------- | --- | ---------------------------------- | --- |
| Orenji no Nukegara, Watashi ga ikita Ai no Akashi (オレンジの抜け殻、 私が生きたアイの証) | - Publicado: 28 de agosto de 2013 - Discográfica: MASH A&R - Formatos: CD, descarga digital Listado de pistas 1. Mist... 2. Mr. Phantom (Mr.ファントム?) 3. Hyoutan Yama no Ekiin-san (瓢箪山の駅員さん?) 4. Sakurami Kozou (逆恨み小僧?) 5. Kono Kisetsu ni Boku ga Utau Uta (この季節に僕が唄う歌?) 6. Kijou no Kuuron ni Imi o Nasu (机上の空論に意味を為す?) 7. 30 Toshi Dougan (30歳童顔?) | 95                                 |     |

### Álbumes solo
| Título                                               | Detalles de álbum | Posiciones de gráfico de la cumbre |     |
| Título                                               | Detalles de álbum | JPN                                | JPN |
| Título                                               | Detalles de álbum | Solo                               |     |
| ---------------------------------------------------- | --- | ---------------------------------- | --- |
| Kishikaisei STORY (起死回生STORY)                    | - Publicado: 16 de julio de 2014 - Discográfica: A-Sketch - Formatos: CD, descarga digital Listado de pistas 1. Kishikaisei STORY (起死回生STORY?) 2. NIRA 3. Deai Machi (出会い街?) 4. See The Lights                                                                                      | 28                                 |     |
| Amy (エイミーAmy ?)                                  | - Publicado: 22 de abril de 2015 - Discográfica: A-Sketch - Formatos: CD, descarga digital Listado de pistas 1. Amy (エイミー?) 2. Get Back 3. Odori Kuruu Ningyō (踊り狂う人形?) | 29                                 |     |
| Kantan'nakoto (カンタンナコト)                       | - Publicado: 14 de julio de 2015 - Discográfica: A-Sketch - Formatos: CD, descarga digital Listado de pistas 1. Kantan'nakoto (カンタンナコト?) 2. Get Back (Live at Namba Hatch) | —                                  |     |
| Kyouran Hey Kids!! (狂乱 Hey Kids)!!                 | - Publicado: 11 de noviembre de 2015 - Discográfica: Un-Sketch - Formatos: CD, descarga digital Listado de pistas 1. Kyouran Hey Kids!! (狂乱 Hey Kids!!?) 2. Kieta Mitai (キエタミタイ?) 3. Lips                                                                                           | 19                                 |     |
| DIP-BAP                                              | - Publicado: 3 de agosto de 2016 - Discográfica: A-Sketch - Formatos: CD, descarga digital Listado de pistas 1. Dip-Bap 2. Catch Me 3. S-low | 12                                 |     |
| 5150                                                 | - Publicado: 16 de noviembre de 2016 - Discográfica: A-Sketch - Formatos: CD, descarga digital Listado de pistas 1. 5150 2. Access × Kōtai (アクセス×抗体?) 3. Mistake (ミステイル?) | 10                                 |     |
| Tonariau / One's Again (トナリアウ / One's Again)    | - Publicado: 14 de junio de 2017 - Discográfica: A-Sketch - Formatos: CD, descarga digital Listado de pistas 1. Tonariau (トナリアウ?) 2. One's Again 3. Uh...Man | 6                                  |     |
| Black Memory                                         | - Publicado: 27 de septiembre de 2017 - Discográfica: A-Sketch - Formatos: CD, descarga digital Listado de pistas 1. Black Memory 2. Flower 3. Sesshoku (接触?) | 3                                  |     |
| Wagamama de Gomakasanaide (ワガママで誤魔化さないで) | - Publicado: 13 de marzo de 2017 - Discográfica: A-Sketch - Formatos: CD, descarga digital Listado de pistas 1. Wagamama de Gomakasanaide (ワガママで誤魔化さないで) 2. Color Tokyo 3. Like The Music 4. Wagamama de Gomakasanaide (Instrumental) (ワガママで誤魔化さないで (Instrumental)) | 5                                  |     |
| "—" denota lanzamientos que no graficaron.           | |                                    |     |

### Álbum demo
| Título                      | Detalles de álbum |
| --------------------------- | --- |
| Nōsatsu A-TYPE (悩殺A-TYPE) | - Lanzado: 10 de octubre de 2010 Listado de pistas 1. Mōsō SEX Gekijō (妄想SEX劇場?) 2. Boku wa Yume o Miru (僕は夢を見る?) 3. Kazenooto (カゼノオト?) |

### Solo digital
| Título | Detalles de álbum                |
| ------ | -------------------------------- |
| Rel    | - Lanzado: 16 de febrero de 2018 |

## Filmografía

### Álbum de vídeo
| Título                                        | Detalles de álbum | Posiciones de gráfico de la cumbre | Posiciones de gráfico de la cumbre |
| Título                                        | Detalles de álbum | JPN                                | JPN                                |
| Título                                        | Detalles de álbum | DVD                                | Blu-Ray                            |
| --------------------------------------------- | --- | ---------------------------------- | ---------------------------------- |
| Unofficial Dining Tour 2017 at Nippon Budokan | - Liberado: 6 de diciembre de 2017 - Etiqueta: A-Sketch - Formatos: DVD, Blu-rayo Track listing 1. 5150 2. Shala La 3. Kantan'nakoto (カンタンナコト?) 4. Akugi Showtime (悪戯ショータイム?) 5. Catch Me 6. A-E-U-I 7. STARGET 8. Kirai (嫌い?) 9. WARWARWAR 10. Kidzuke yo Baby (気づけよBaby?) 11. Futōmeina Yukigeshō (不透明な雪化粧?) 12. End Roll (エンドロール?) 13. Mr. Phantom (Mr.ファントム?) 14. Kishikaisei STORY (起死回生STORY?) 15. Amy (エイミー?) 16. Kyōran Hey Kids!! (狂乱 Hey Kids!!?) 17. DIP-BAP 18. Licorice (リコリス?) 19. Love 20. Tonariau (トナリアウ?) 21. One's Again 22. Unofficial Dining Tour at Nippon Budokan Documentary & Interview | 7                                  | 15                                 |

### Aspectos de banda sonora
| Título                                                  | Año  | Aspecto                                           |
| ------------------------------------------------------- | ---- | ------------------------------------------------- |
| "Kishikaisei STORY" (起死回生STORY?)                    | 2014 | Space Shower TV Power Push!, grado de julio       |
| "Amy" (エイミー?)                                       | 2015 | TV Tokyo Japan Countdown, April's ending theme    |
| "Amy" (エイミー?)                                       | 2015 | KBS Kyoto Kyoto Sports, April's ending theme      |
| "Kyouran Hey Kids!!" (狂乱 Hey Kids!!?)                 | 2015 | UHF anime Noragami Aragoto, opening theme         |
| "Kidzuke yo Baby" (気づけよBaby?)                       | 2016 | TV Tokyo Japan Countdown, January's ending theme  |
| DIP-BAP                                                 | 2016 | TBS CDTV, September 8 opening theme               |
| Catch Me                                                | 2016 | Akashic Re:cords theme song                       |
| "Licorice" (リコリス?)                                  | 2017 | TV Tokyo Japan Countdown, February's ending theme |
| "Tonariau" (トナリアウ?)                                | 2017 | Tokyo MX Sakurada Reset, ending theme             |
| Black Memory                                            | 2017 | Ajin: Demi-Human theme song                       |
| "Wagamama de Gomakasanaide" (ワガママで誤魔化さないで?) | 2018 | Fuji TV Revisions (Serie anime), tema de apertura |

### Vídeos de música
| Año  | Título                                                  | Director(s)        |
| ---- | ------------------------------------------------------- | ------------------ |
| 2013 | "Mr. Phantom" (Mr. ファントム?)                         | Takuya Katsumi     |
| 2014 | "Kishikaisei STORY" (起死回生STORY?)                    | Kawakoshi Kazunori |
| 2014 | Starget                                                 | Fukatsu Masakazu   |
| 2014 | "Kirai" (嫌い?)                                         | Toshitsugu Ōno     |
| 2015 | "Amy" (エイミー?)                                       | Toshitsugu Ōno     |
| 2015 | "Kantan'nakoto" (カンタンナコト?)                       | Toshitsugu Ōno     |
| 2015 | "Kyouran Hey Kids!!" (狂乱 Hey Kids!!?)                 | Takurō Ōkubo       |
| 2015 | "Kidzuke yo Baby" (気づけよBaby?)                       | Yoshihiro Okutō    |
| 2016 | A-E-U-I                                                 | Toshiki Kaneda     |
| 2016 | DIP-BAP                                                 | Yoshihiro Okutō    |
| 2016 | Catch Me                                                | Takurō Ōkubo       |
| 2016 | 5150                                                    | Kei Ikeda          |
| 2016 | "Licorice" (リコリス?)                                  | Taiga Shin         |
| 2017 | Shala La                                                | Kei Ikeda          |
| 2017 | One's Again                                             | Kei Ikeda          |
| 2017 | "Tonariau" (トナリアウ?)                                | Yasuhiro Arafune   |
| 2017 | Black Memory                                            | Taiga Shin         |
| 2018 | "Yōshi Tanreina Uso" (容姿端麗な嘘?)                    | Yoshihiro Okutō    |
| 2018 | Psychopath                                              | Take Ru            |
| 2018 | "Wagamama de Gomakasanaide" (ワガママで誤魔化さないで?) | ¿?                 |
| 2019 | Color Tokyo                                             | Kanzaki Mineto     |

## Premios y nombramientos
| Año  | Premio                    | Categoría                           | Candidato / o trabajo                           | Resultado |
| ---- | ------------------------- | ----------------------------------- | ----------------------------------------------- | --------- |
| 2014 | CD Shop Awards            | Regional Production (Kansai region) | Orange's Ovule, A Proof Of The Living Eye Of Me | Ganador   |
| 2017 | Space Shower Music Awards | Best Rock Artist                    | The Oral Cigarettes                             | Nominado  |
| 2018 | Space Shower Music Awards | Best Rock Artist                    | The Oral Cigarettes                             | Nominado  |
| 2019 | Space Shower Music Awards | Best Rock Artist                    | The Oral Cigarettes                             | Nominado  |